# بولمان (مدينة مغربية)
بولمان هي مدينة جبلية صغيرة و هادئة وجماعة مغربية ذات طابع حضري، تقع بإقليم بولمان الذي يحمل إسمها، ضمن جهة فاس مكناس. وصل عدد سكان هذه المدينة حسب الإحصاء العام للسكن والسكنى لسنة 2014 إلى 7.104 نسمة. تعتبر هذه المدينة ممرا استراتيجية بإقليم بولمان
آيت موسى (إحدى قبائل آيت سغروشن)

### الموقع
تقع مدينة بولمان بإقليم بولمان الذي يحمل إسمها، رغم أن المرافق الإدارية للإقليم توجد بمدينة ميسور. تحيط بمدينة بولمان جماعة ڭيڭومن الشمال والغرب والجنوب، في حين تحدها شرقا جماعة المرس. تقع مدينة بولمان في جوف ممر استراتيجي. 
و يغلب على الاقليم الطابع القروي ويقع في الجنوب الشرقي من جهة فاس مكناس على مساحة إجمالية قدرها 14.395 كم2 كلها على سهل سايس و يتكون الإقليم من 21 جماعة.

### التضاريس
تقع مدينة بولمان بالأطلس المتوسط الشرقي، وتعتبر معبرا رئيسيا بين حوض ملوية وهضبة سايس. تحيط بالمدينة سفوح جبلية شديدة الانحدار، ما يحد من إمكانية توسعها. 

### المناخ
تعتبر مدينة بولمان من أبرد المناطق المغربية خلال فصل الشتاء، وتعرف تساقاطات ثلجية مهمة تؤدي في الكثير من الأحيان إلى توقف حركة السير، في حين تتميز بفصل صيف معتدل 

## التاريخ
تطورت مدينة بولمان بفضل دورها كمعقل عسكري خلال فترة الاستعمار الفرنسي للمغرب، لكن تطورها ظل محدودا بسبب موقعها الجغرافي وتضاريسها الصعبة.

## السكان
وصل عدد سكان هذه المدينة حسب الإحصاء العام للسكن والسكنى لسنة 2014 إلى 7.104 نسمة، يعيشون في 1.803 أسرة.
الصعبة.

## السياحة البيئية
احتضن إقليم بولمان خلال الفترة ما بين 3 و 7 يوليوز من سنة 2024 الملتقى الثاني للسياحة البيئية تحت شعار "السياحة البيئية رافعة للتنمية المستدامة بإقليم بولمان" حيث نظمتها الجمعية الإقليمية لتنمية السياحة المستدامة وجميعة تاركا للتنمية والبيئة وجمعية ملتقى أدرار بحضور المجلس الجهوي للسياحة لجهة فاس مكناس، احتفاء باليوم العالمي للتعاونيات الذي يصادف السبت الأول من شهر يوليوز من كل سنة وإنعاشا للسياحة البيئية والجبلية والقروية التي تمثل أحد سلاسل القيم الواعدة بإقليم بولمان .

## الصناعة التقليدية
تعتبر صناعة النسيج التقليدي من أقدم وأعرق الحرف التقليدية بالمغرب، فقد مارسها الأمازيغيون الأوائل قبل احتكاكهم بالحضارات، حينما استقروا في جبال الأطلس والسهول المجاورة حملوا معهم المبادئ الأولية لهذه الصناعة كما أنهم اكتسبوا مهارات كبيرة في فن صباغة الصوف، وقد عرف هذا النشاط تطورا كبيرا مع الفتح الإسلامي للمغرب في القرن السابع الميلادي اذ عرفت منتوجات النسيج التقليدي بإقليم بولمان تنوعا كبيرا حسب القبائل المكونة للإقليم بحيث نجد زربية مرموشة، زربية تيساف، حنبل كيكو، حنديرة وجلباب أولاد علي إلى غير ذلك في ارتباط مباشر بقبائل مرموشة وآيت يوسي وآيت سغروشن.

## الصور

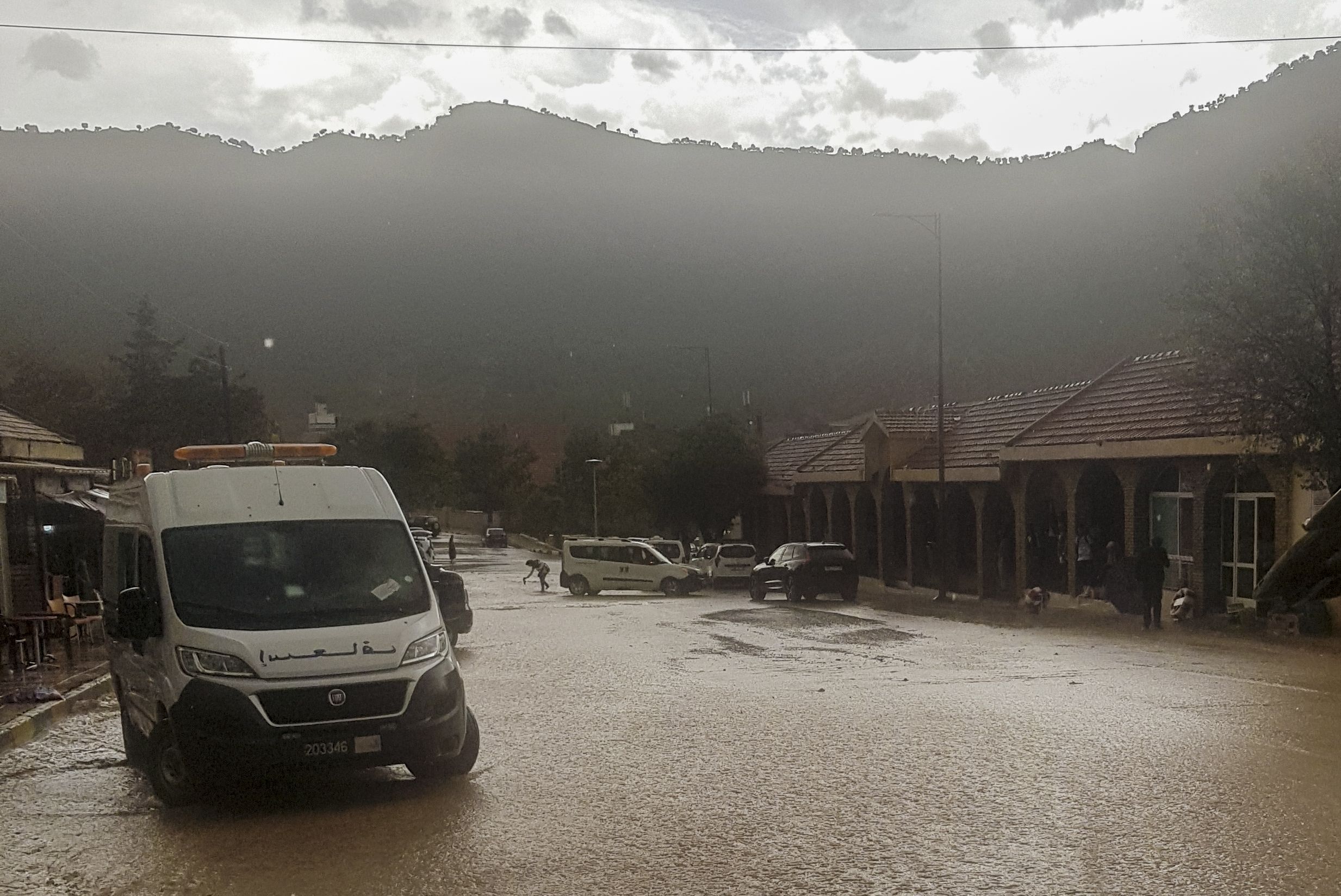
تسات مطرية بمركز مدينة بولمان
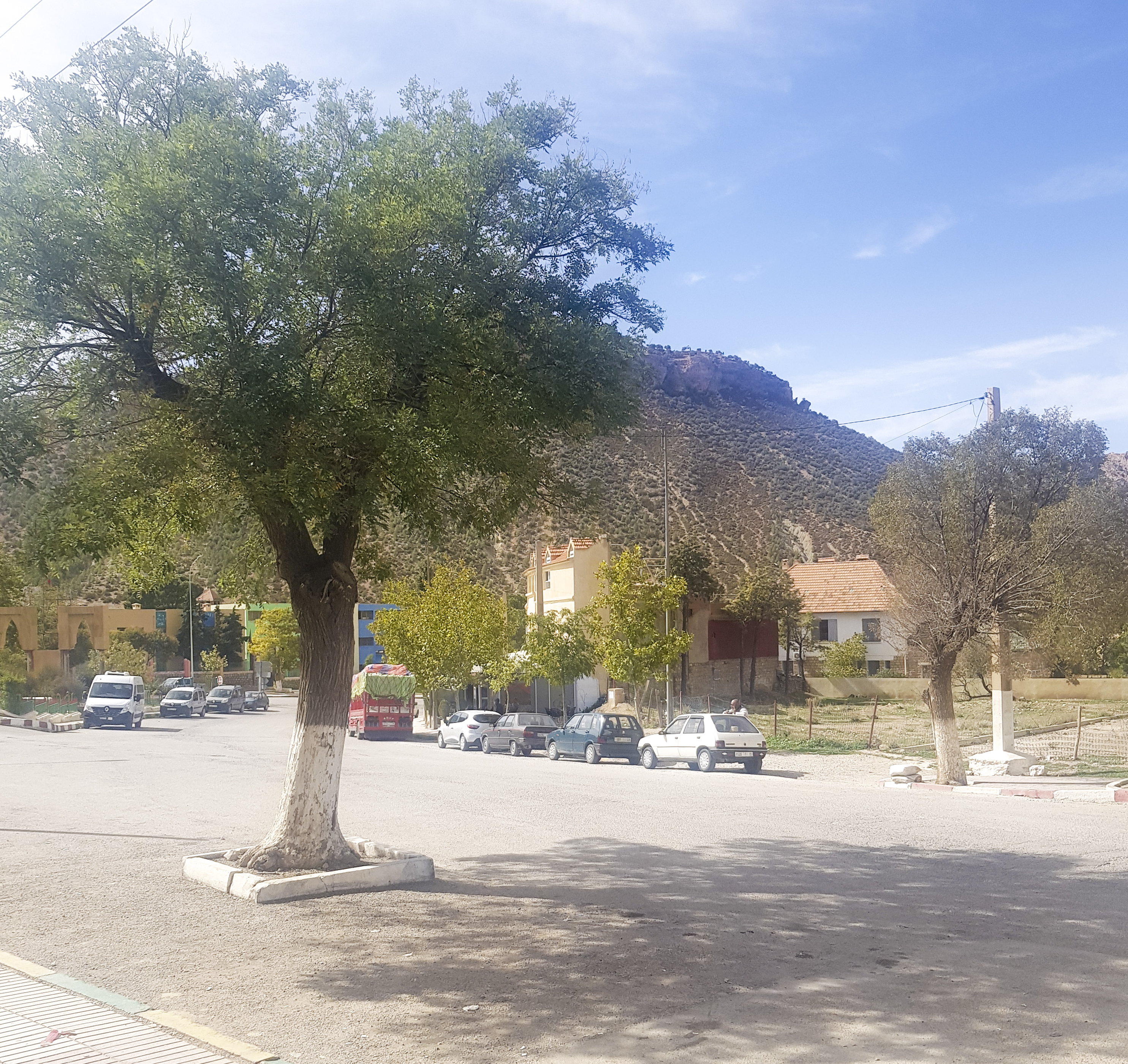
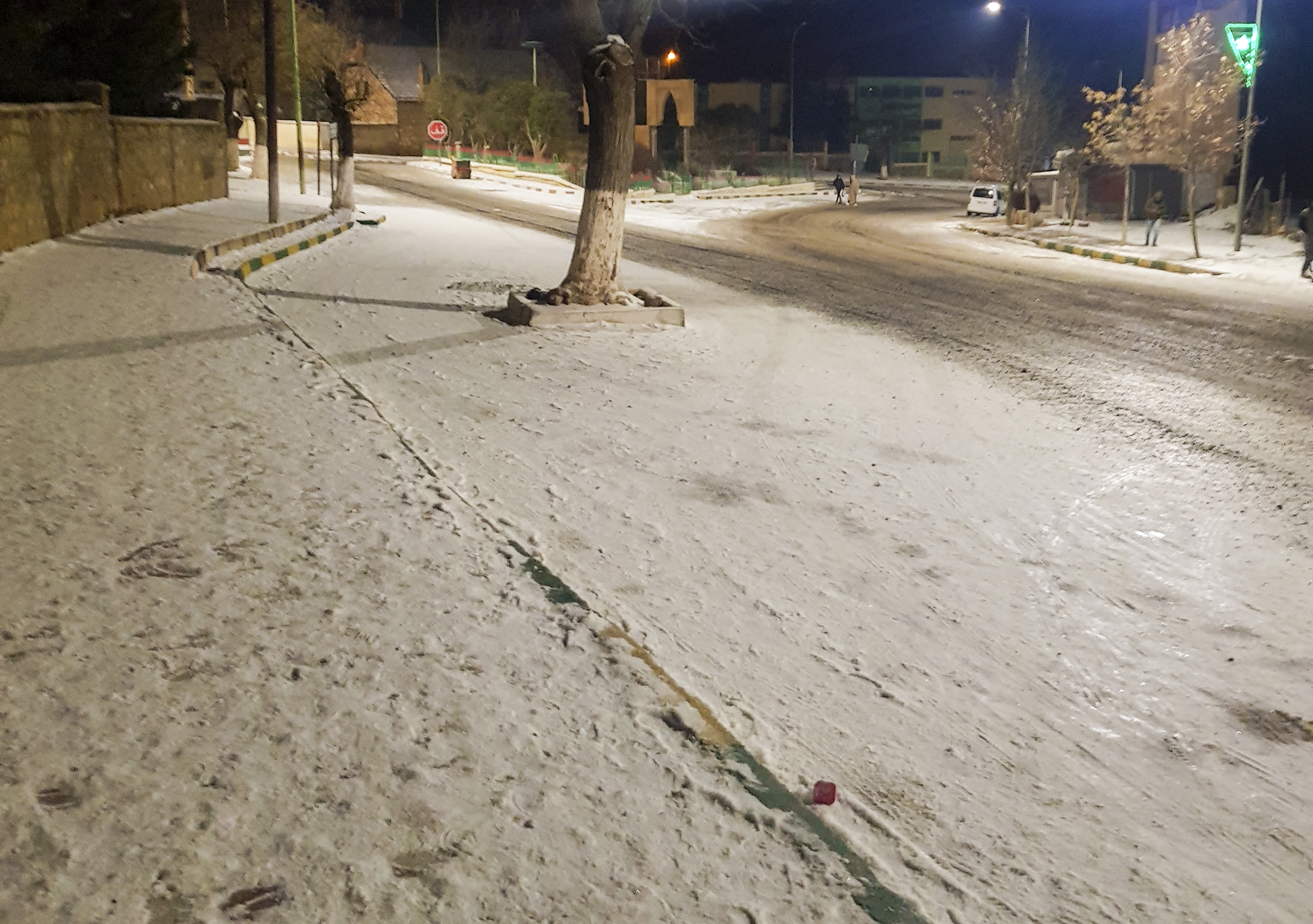

## هوامش
1. 1 2 3 4  المندوبية السامية للتخطيط (المحرر)، الإحصاء العام للسكان والسكنى لسنة 2014، QID:Q19599909
2. 1 2   http://www.hcp.ma/file/103036/. {{استشهاد ويب}}: |url= بحاجة لعنوان (مساعدة) والوسيط |title= غير موجود أو فارغ (من ويكي بيانات) (مساعدة)
3. 1 2   http://rgph2014.hcp.ma/file/166326/. {{استشهاد ويب}}: |url= بحاجة لعنوان (مساعدة) والوسيط |title= غير موجود أو فارغ (من ويكي بيانات) (مساعدة)
4. ↑  المندوبية السامية للتخطيط (المحرر)، الإحصاء العام للسكان والسكنى لسنة 2024 (ط. 7th)، QID:Q109658514
5. ↑  GeoNames (بالإنجليزية), 2005, QID:Q830106
6. 1 2  "استكشاف بولمان". جهة فاس مكناس. مؤرشف من الأصل في 2023-12-01. اطلع عليه بتاريخ 2024-10-01.
7. 1 2 3  الإحصاء العام للسكن والسكنى لسنة 2024، المندوبية السامية للتخطيط، الموقع الرسمي للإحصاء نسخة محفوظة 2023-10-02 على موقع واي باك مشين.
8. ↑  "بولمان". جهة فاس مكناس. مؤرشف من الأصل في 2024-02-26. اطلع عليه بتاريخ 2024-05-13.
9. 1 2  "بولمان". جهة فاس مكناس. مؤرشف من الأصل في 2024-02-26. اطلع عليه بتاريخ 2024-02-26.
10. ↑  "استكشاف بولمان". جهة فاس مكناس. مؤرشف من الأصل في 2023-12-01. اطلع عليه بتاريخ 2024-02-26.
11. ↑  "بولمان". جهة فاس مكناس. مؤرشف من الأصل في 2024-02-26. اطلع عليه بتاريخ 2024-02-26.
12. ↑  "بولمان على موعد مع الملتقى الثاني للسياحة البيئية تحت شعار "السياحة البيئية رافعة للتنمية المستدامة بإقليم بولمان" | MAP". www.mapnews.ma. مؤرشف من الأصل في 2024-07-05. اطلع عليه بتاريخ 2024-08-14.
13. ↑  "بولمان – CARFM". مؤرشف من الأصل في 2024-08-14. اطلع عليه بتاريخ 2024-08-14.